# 日本刺鎧蝦
日本刺鎧蝦（学名：Munida japonica）为鎧甲蝦科刺鎧蝦屬下的一个种。